# Mormonia mesopotamica
Mormonia mesopotamica là một loài bướm đêm trong họ Erebidae.